# Prințul Gabriel Constantinovici al Rusiei
Prințul Gabriel Constantinovici al Rusiei (rusă Гавриил Константинович) (15 iulie 1887 – 28 februarie 1955), a fost al doilea fiu al Marelui Duce Constantin Constantinovici al Rusiei și a soției lui Prințesa Elisabeta de Saxa-Altenburg. Strănepot al Țarului Nicolae I al Rusiei s-a născut în Rusia imperială și a servit în armata rusă în timpul Primului Război Mondial. Și-a pierdut mai mulți frați în timpul războiului și a Revoluției ruse. A scăpat de execuția de către bolșevici și și-a petrecut mare parte din viață trăind în exil în Franța.

## Primii ani

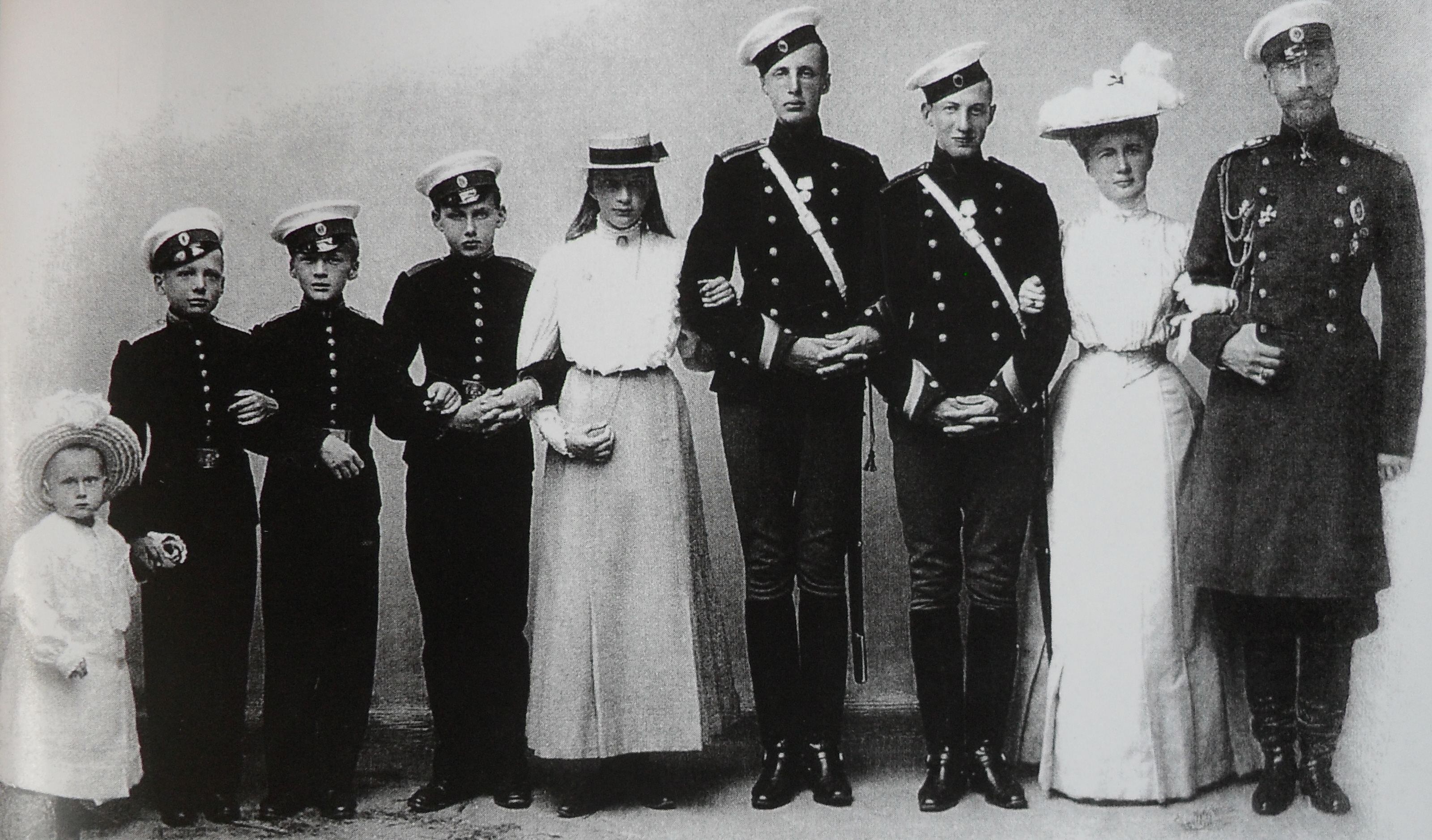
Prințul Gabriel Constantinovici împreună cu familia.

Prințul Gabriel Constantinovici al Rusiei s-a născut la 15 iulie 1887 la Pavlovsk. A fost al doilea fiu din cei zece copii ai Marele Duce Constantin Constantinovici și ai soției lui Marea Ducesă Elisabeta Mavrikievna (născută Prințesa Elisabeta de Saxa-Altenburg). Gabriel Constantinovici și fratele său prințul Ioan născut cu un an mai devreme au fost primii care au suferit efectul reformei împăratului Alexandru al III-lea al Rusiei, vărul tatălui său, care a decretat în numele economiei bugetului, ca numai copiii  și nepoții suveranului să poaret titlul de Mare Duce.  Gabriel Constantinovici avea numai trei zile când Țarul a anunțat că are titlul de Prinț. Marii Duci primeau 280.000 ruble de aur anual de la trezoreria imperială, ceea ce garanta o viață confortabilă în timp ce un prinț primea o singură dată suma de 1 milion de ruble de aur.
Tatăl său, care era un poet respectat, era văr de-al doilea cu Țarul Nicolae al II-lea și unul dintre cei mai bogați membri ai familiei Romanov. Copil fiind, prințul Gabriel a avut o sănătate fragilă; era palid și predispus la boli. El și fratele său mai mare au fost des bolnavi și au petrecut împreună mai mult de un an la Oreanda în Crimeea cu un medic și mai mulți servitori.